# China National GeneBank

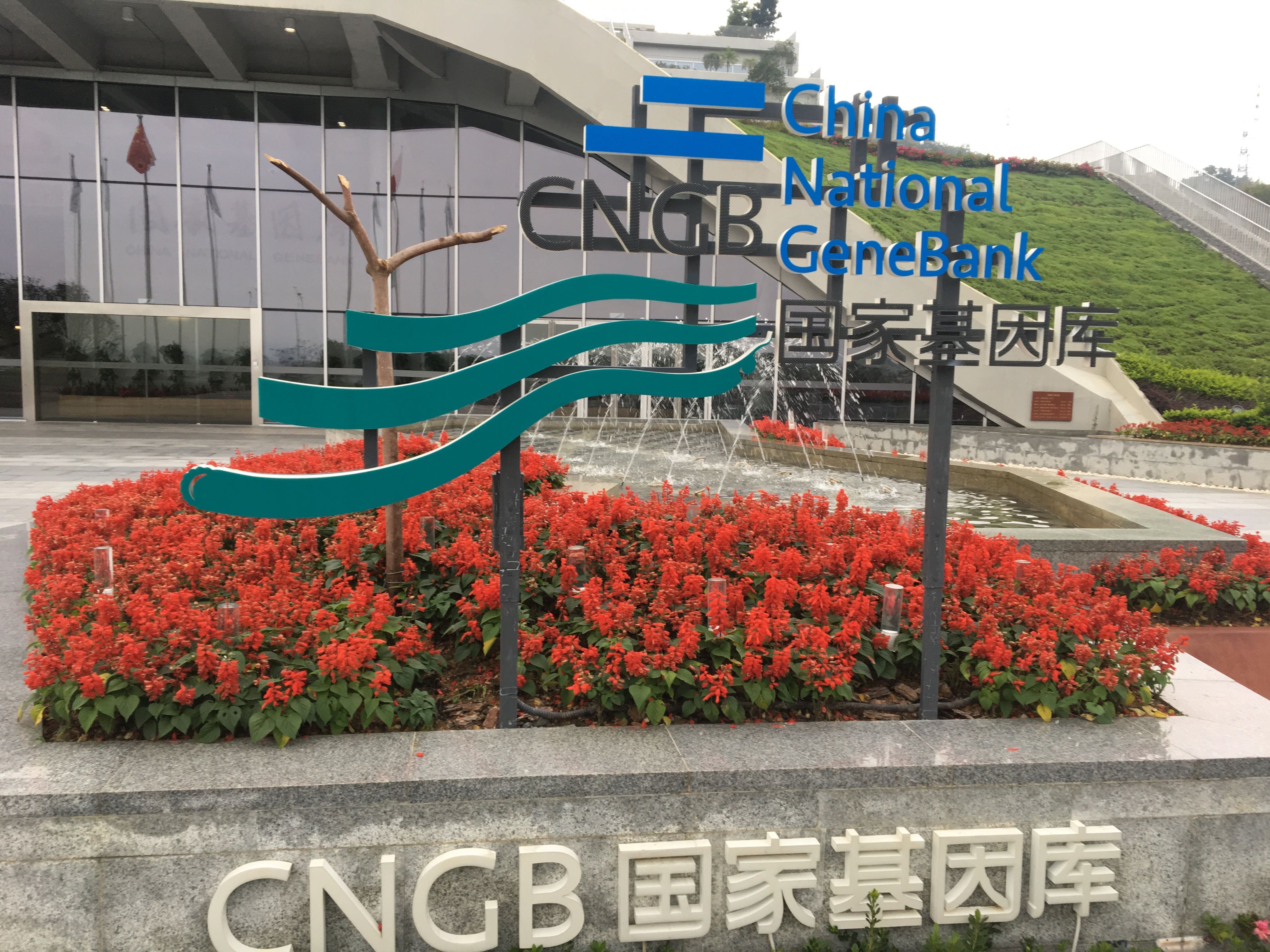
El China National GeneBank, localizado en Shenzhen.

China National GeneBank o CNGB (en chino: 国家基因库) es el primer banco genético a nivel nacional de China, aprobado y financiado por el gobierno de ese país. Según el propio organismo, con sede en Shenzhen, su misión es «apoyar el bienestar público, la investigación e innovación en ciencias de la vida, así como la incubación de la industria, a través de la conservación, digitalización y utilización eficaces de los recursos biológicos».
En 2011, la Comisión Nacional de Desarrollo y Reforma de China (NDRC), el Ministerio de Finanzas, el Ministerio de Industria y Tecnología de la Información y el Ministerio de Salud y Protección Social aprobaron la creación del centro y le encargaron al Grupo BGI su construcción en una asociación público-privada. Después de cinco años de desarrollo, la primera fase del centro abrió sus puertas en 2016, abarcando más de 47 500 metros cuadrados e incluyendo un biorepositorio, un centro de datos de bioinformática y un biobanco.
También cuenta con una plataforma de biología sintética que colabora con las universidades de Macquarie y Harvard en ingeniería metabólica y en el desarrollo de tecnología de almacenamiento de ADN de alta densidad.